# Luci Equici
Luci Equici (en llatí Lucius Equitius) va ser un personatge romà que era suposadament un esclau fugitiu.
Es va fer passar per fill de Tiberi Grac i per això l'any 100 aC va ser elegit tribú de la plebs pel 99 aC. A l'espera de prendre possessió va participar activament en els plans de Saturní, però va morir assassinat juntament amb aquest el mateix any 100 aC. Appià diu que va morir el dia que entrava en el càrrec.